# Citizenship in a Republic
Citizenship in a Republic é o título de um discurso proferido pelo ex-presidente dos Estados Unidos da América, Theodore Roosevelt na Sorbonne em Paris, França, em 23 de abril de 1910. É por vezes referido pelo título "The Man in the Arena".
O discurso é bastante famoso pela seguinte passagem:
Não é o crítico que importa; não aquele que aponta como o homem forte fraqueja, ou onde aqueles que realizaram algo poderiam tê-lo feito melhor.  O crédito pertence ao homem que se encontra na arena, cuja face está manchada de poeira, suor e sangue; aquele que se esforça bravamente; que erra, que se depara com um revés após o outro, pois não há esforço sem erros e falhas; aquele que se esforça para lograr suas ações, que conhece grande entusiasmo, grandes devoções, que se entrega a uma causa nobre; que, no melhor dos casos,  conhece no fim o triunfo da realização grandiosa, e que, no pior dos casos, se falhar, ao menos falha ousando grandemente, para que seu lugar jamais seja com aquelas frias e tímidas almas que não conhecem vitória ou fracasso.
No original:
It is not the critic who counts; not the man who points out how the strong man stumbles, or where the doer of deeds could have done them better. The credit belongs to the man who is actually in the arena, whose face is marred by dust and sweat and blood; who strives valiantly; who errs, who comes short again and again, because there is no effort without error and shortcoming; but who does actually strive to do the deeds; who knows great enthusiasms, the great devotions; who spends himself in a worthy cause; who at the best knows in the end the triumph of high achievement, and who at the worst, if he fails, at least fails while daring greatly, so that his place shall never be with those cold and timid souls who neither know victory nor defeat.
Nelson Mandela deu à François Pienaar, capitão da seleção de Rugby Sul Africana, uma cópia do discurso antes da Copa do Mundo de Rugby de 1995. Nesse evento o time sul africano derrotou o favorito All Blacks sagrando-se campeão do torneio.